# Kaschgaria
Kaschgaria là một chi thực vật có hoa trong họ Cúc (Asteraceae).

## Loài
Chi Kaschgaria gồm các loài: